# Młyn elektryczny w Lwówku Śląskim
Młyn wodny w Lwówku Śląskim – (daw. niem. Obermühle – Młyn Górny) historyczny młyn położony przy ul. Rybnej 15 w Lwówku Śląskim, na km 169+200 m jednej z odnóg rzeki Bóbr. 
Hydrowęzeł składa się z upustu płuczącego o szerokości 3,90 m, wyposażonego w zamknięcie dwuzasuwowe, oraz czteroprzęsłowego jazu wlotowego do kanału. Budynek wzniesiono w XVIII–XIX wieku, z późniejszymi przebudowami sięgającymi początków XX wieku. Obecnie pełni funkcję mieszkalną. Budynek figuruje w gminnym rejestrze zabytków pod numerem 319, a jego historyczny charakter wyróżniono w miejscowym planie zagospodarowania przestrzennego obrębu nr 3 miasta Lwówek Śląski.

## Historia
Najstarszym elementem identyfikującym młyn jest tablica inskrypcyjna z 1795 roku, zachowana do dziś na elewacji budynku. 
Według czasopisma Die Woche (nr 1 z 1913), ze szczytowego okienka młyna Napoleon Bonaparte dowodził swoimi oddziałami w czasie II Bitwy nad Bobrem, do czasu, aż nie został wygnany przez granaty pruskego feldmarszałka Gebharda Leberechta von Blücher'a. 
Oryginalna konstrukcja młyna uległa wielokrotnym przekształceniom – początkowo rozbudowany został o most nad rzeką, który z czasem zabudowano i zaadaptowano jako integralną część kompleksu młynarskiego. Mimo przekształceń młyna, obiekt zachował istotne cechy architektoniczne typowe dla zabudowy przemysłowej Dolnego Śląska z przełomu XVIII i XIX wieku.
Małą Elektrownię Wodną w obecnym kształcie oddano do użytku na Kanale Młyńskim w latach trzydziestych XX wieku. Na murze części mieszkalnej wmontowano dwie tablice z datami powodzi oraz wysokością lustra wody.

## Architektura
Budynek wykonano z cegły. Do dziś przetrwały liczne oryginalne elementy podlegające ochronie konserwatorskiej, takie jak:
- bryła budynku i rzut z przepustem wodnym,
- dach o ceramicznym pokryciu,
- kompozycja i detal architektoniczny elewacji, w tym kamienna plakietka inskrypcyjna oraz kamienne przęsła mostu-przepustu,
- oryginalne obramienia okien i drzwi,
- układ przestrzenny wnętrz oraz elementy wyposażenia, m.in. sklepienia, stropy belkowe i kamienne posadzki,
- pozostałości urządzeń technicznych i technologicznych młyna[2].